# Radiměř
Radiměř – gmina w Czechach, w powiecie Svitavy, w kraju pardubickim. Według danych z dnia 1 stycznia 2013 liczyła 1 099 mieszkańców.